# Schindlenbühl

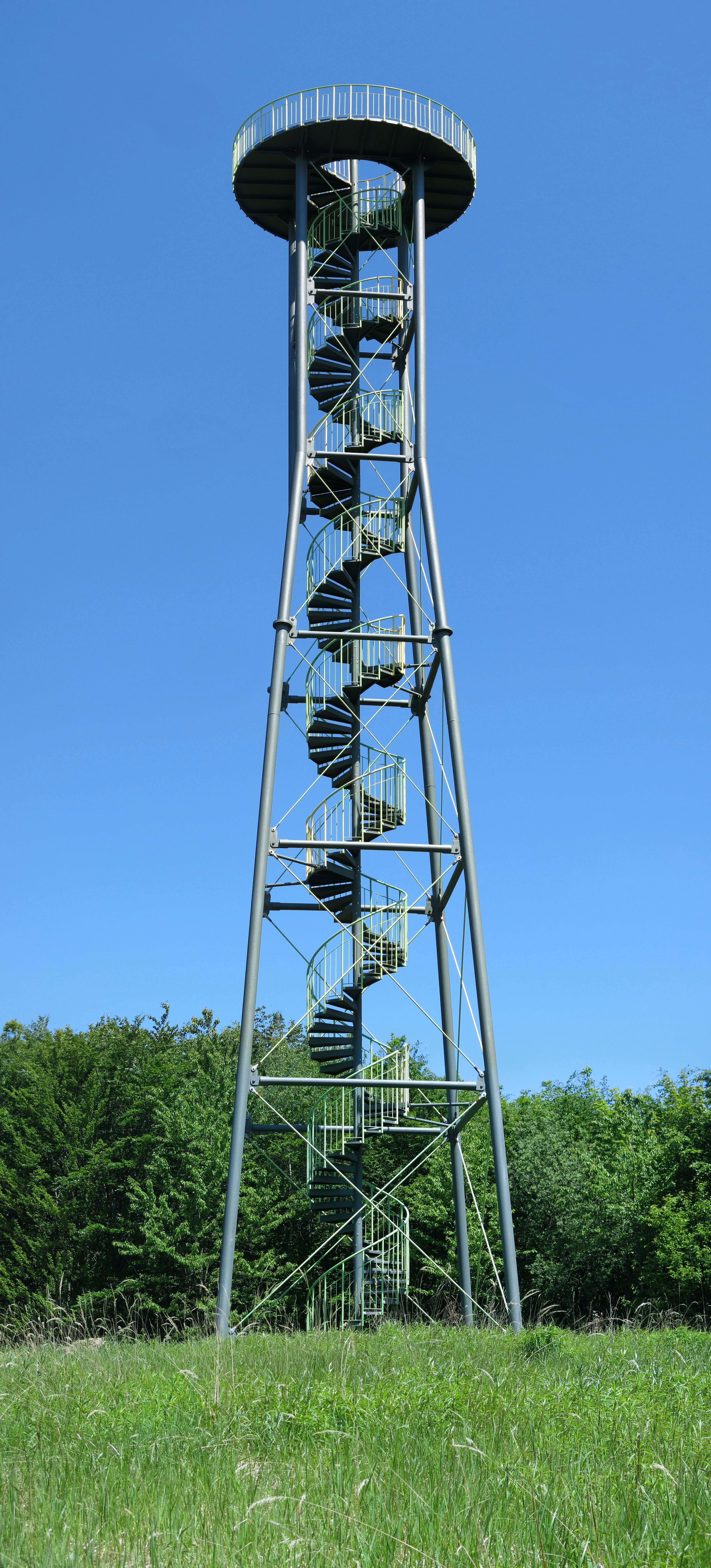
Aussichtsturm Windkraft

Der Schindlenbühl ist ein 486 m ü. NN hoher Berg am Westrand des Mittleren Schwarzwaldes nordöstlich von Münchweier, einem Ortsteil von Ettenheim im Ortenaukreis. In den Jahren 2000 und 2001 wurde auf dem Schindlenbühl ein Windpark mit sechs Anlagen und einer Jahresleistung von 7 Millionen kWh errichtet. Zeitgleich wurde der Aussichtsturm Windkraft gebaut. Er ist frei zugänglich und verfügt in knapp 30 Metern Höhe über eine offene Aussichtsplattform mit Blick in den umgebenden Schwarzwald mit Kandel und Feldberg, auf die Oberrheinische Tiefebene, zum Kaiserstuhl und an klaren Tagen bis zu den Vogesen und Straßburg. Die sechs alten Windkraftanlagen wurden im Jahr 2021 abgebaut und sollen durch drei neue Anlagen ersetzt werden, die über 250 Meter hoch sind und eine Jahresleistung von 27 Millionen kWh erbringen.